# Ol'ga Burova-Černjavskaja
Ol'ga Michajlovna Burova-Černjavskaja, nata Davydova (in russo Ольга Михайловна Давыдова-Бурова-Чернявская?; Irbit, 17 settembre 1963), è un'ex discobola russa, fino al 1991 sovietica.
In carriera ha vinto un titolo mondiale nell'edizione di Stoccarda 1993.

## Palmarès
| Anno | Manifestazione | Sede       | Evento           | Risultato | Misura  | Note |
| ---- | -------------- | ---------- | ---------------- | --------- | ------- | ---- |
| 1990 | Europei        | Spalato    | Lancio del disco | Argento   | 66,72 m |      |
| 1992 | Olimpiadi      | Barcellona | Lancio del disco | 5ª        | 64,02 m |      |
| 1993 | Mondiali       | Stoccarda  | Lancio del disco | Oro       | 67,40 m |      |
| 1994 | Europei        | Helsinki   | Lancio del disco | 5ª        | 62,54 m |      |
| 1995 | Mondiali       | Göteborg   | Lancio del disco | Bronzo    | 66,86 m |      |
| 1996 | Olimpiadi      | Atlanta    | Lancio del disco | 6ª        | 64,70 m |      |
| 2004 | Olimpiadi      | Atene      | Lancio del disco | 21ª       | 58,64 m |      |

## Altre competizioni internazionali
2000
- Coppa Europa di atletica leggera ( Gateshead)